# 有吉さん!NEWSです
『有吉さん!NEWSです』（ありよしさん!ニュースです）は、2021年10月24日から日本テレビで不定期で放送のバラエティ番組。

## 放送日時
| 回 | 放送年月日     | 曜日   | 放送時間（JST） | 放送枠     | 備考 |
| -- | -------------- | ------ | --------------- | ---------- | ---- |
| 1  | 2021年10月24日 | 日曜日 | 14:15 - 15:15   | -          |      |
| 2  | 2022年4月17日  | 日曜日 | 14:00 - 15:00   | サンバリュ |      |

## 出演者
MC（局長）
- 有吉弘行

ガムシャラ記者
第1回　
- 酒井健太（アルコ&ピース）
- 関太（タイムマシーン3号）
- 中岡創一（ロッチ）
- 峯岸みなみ
- 森田哲矢（さらば青春の光）
- 吉村崇（平成ノブシコブシ）

第2回
- 関太（タイムマシーン3号）
- 森田哲矢（さらば青春の光）
- 吉村崇（平成ノブシコブシ）
- とにかく明るい安村
- 本田仁美（AKB48）
- 辻岡義堂（日本テレビアナウンサー）

アナウンサー
- 滝菜月

## スタッフ
- ナレーション : 沢城みゆき
- 企画・演出：関口拓
- 構成：林田晋一、酒井健作、坂本龍二、デーブ八坂（酒井・デーブ→第2回）
- 編成：鈴木淳一（第2回）
- ブレーン：平出尚人
- TM：望月達史
- SW：大庭茂嗣（第2回）
- CAM：星勇次
- 技術協力：NiTRO
- マルチ：インターナショナルクリエイティブ
- 美術：高津光一郎
- デザイン：北村春美
- 美術協力：日テレアート
- 写真(第2回)：アフロ（第2回）
- CG：野村俊介、木村隆二
- 編集：森嶋亮（ヌーベルアージュ、第2回）
- MA：藤井光洋（ヌーベルアージュ）
- 音効：竹中幸治
- 協力：太田プロダクション
- リサーチ：村田恭子（ビスポ）
- デスク：木村りえ
- TK：田中彩
- ディレクター：金光豪、杣俊輔、田中健太、今井希、長谷川智也/赤石美希、鶴野邑、法量知南（金光→第1回はチーフディレクター、田中・今井・赤石・鶴野・法量→第2回）
- プロデューサー：渡邊政次、劉雅莎、杉田文彦、前多由香、櫻井友紀（劉・杉田・前多・櫻井→第2回）
- チーフプロデューサー：横田崇（第2回）
- 制作協力：いまじん
- 製作著作：日本テレビ

### 過去のスタッフ
- 構成：石原慎也、清山智之（共に第1回）
- SW：福田伸一郎（第1回）
- MIX：杉村理紗（第1回）
- VE：橋詰聖仁（第1回）
- 照明：木村弥史（第1回）
- 技術協力：日放（第1回）
- 電飾：池田大介（第1回）
- アクリル装飾：山田隼人（第1回）
- 大道具：才原裕二（第1回）
- 小道具：森川望実（第1回）
- メイク：有村美咲（第1回）
- 編集：武者宏（ヌーベルアージュ、第1回）
- 編成：上田崇博（第1回）
- 監修：明治大学准教授 飯田泰之（第1回）
- ディレクター：中山準士、黒石岳志/冨田栞里、齊藤七恵（共に第1回）
- プロデューサー：大橋あり/久石悠子、亀井幸恵（共に第1回）
- チーフプロデューサー：富永有一（第1回）